# Paleontología en 1933
La paleontología es el estudio de las formas de vida prehistóricas en el planeta Tierra mediante el análisis de fósiles de plantas y animales. Esto incluye el estudio de fósiles corporales, huellas (icnitas), madrigueras, restos de restos, heces fosilizadas (coprolitos), palinomorfos y residuos químicos. Dado que los seres humanos han encontrado fósiles durante milenios, la paleontología tiene una larga historia, tanto antes como después de su formalización como ciencia. Este artículo registra descubrimientos y eventos significativos relacionados con la paleontología ocurridos o que hayan sido publicados en el año 1933.

## Plantas

### Angiospermas
| Nombre                 | Novedad       | Estado | Autor(es)       | Edad       | Unidad             | Ubicación                                       | Notas                                                          | Imágenes |
| ---------------------- | ------------- | ------ | --------------- | ---------- | ------------------ | ----------------------------------------------- | -------------------------------------------------------------- | -------- |
| lodes multireticiilata | Sp nov        | Válido | Reid y Chandler | Ypresiense | Arcilla de Londres | Bandera del Reino Unido · Bandera de Inglaterra | Una especie de icacinácea.                                     |          |
| Langtonia              | Gen et sp nov | Válido | Reid y Chandler | Ypresiense | Arcilla de Londres | Bandera del Reino Unido · Bandera de Inglaterra | Relacionado con el tupelo, especie tipo L. bisulcata.          |          |
| Palaeophytocrene       | Gen et sp nov | Válido | Reid & Chandler | Ypresiense | Arcilla de Londres | Bandera del Reino Unido · Bandera de Inglaterra | Un pariente de las icacináceas. Especie tipo P. foveolata      |          |
| Tinomiscoidea          | Gen et sp nov | Válido | Reid & Chandler | Ypresiense | Arcilla de Londres | Bandera del Reino Unido · Bandera de Inglaterra | Un pariente de las semilla lunar. Especie tipo T. scaphiformis |          |

## Artrópodos

### Insectos recién nombrados
| Nombre        | Novedad        | Estado | Autores | Edad                 | Unidad | Ubicación | Notas | Imágenes |
| ------------- | -------------- | ------ | ------- | -------------------- | ------ | --------- | --- | -------- |
| Anthracocaris | Gen y comb nov | válido | Calman  | Carbonífero temprano |        | - Escocia | Una especie tipo de tanaide es A. scotica (nombrada originalmente como una especie de Palaeocaris en 1882). |          |

### Crustáceos recién nombrados
| Nombre                       | Novedad | Estado         | Autores | Edad      | Unidad        | Ubicación | Notas                                                     | Imágenes |
| ---------------------------- | ------- | -------------- | ------- | --------- | ------------- | --------- | --------------------------------------------------------- | -------- |
| Electrostephanus brevicornis | Sp nov  | válido         | Brues   | Luteciano | Ámbar báltico | - Rusia   | Una avispa estefánida                                     |          |
| Electrostephanus petiolatus  | Sp nov  | válido         | Brues   | Luteciano | Ámbar báltico | - Rusia   | Una avispa estefánida , Especie tipo Electrostephanus     |          |
| Electrostephanus tridentatus | Sp nov  | sinónimo de jr | Brues   | Luteciano | Ámbar báltico |           | Una avispa estefánida , ahora Denaeostephanus tridentatus |          |

## Conodontos

### Conodontos recién nombrados
| Name               | Novedad | Estado | Autor(es)                | Edad                      | Unidad   | Ubicación                                     | Notas | Imágenes |
| ------------------ | ------- | ------ | ------------------------ | ------------------------- | -------- | --------------------------------------------- | ----- | -------- |
| Wurmiella excavata | Sp nov  | Válido | Mehl and Branson         | Hace 420 millones de años |          | Bandera de Estados Unidos · Bandera de Nevada |       |          |
| Idiognathoides     | Gen nov | Válido | Harris and Hollingsworth | Pensilvánico              | Oklahoma | - ( and )                                     |       |          |
| Cavusgnathus       | Gen nov | Válido | Harris y Hollingsworth   | Pensilvánico              | Oklahoma | - ( , and )                                   |       |          |

## Dinosaurios
- Barnum Brown examinó la Formación Two Medicine, pero no encontró nada significativo.
- Lull publicó una monografía donde analiza AMNH 5244, un cráneo de ceratopsiano.

### Nuevos taxones
| Name                           | Novedad          | Estado       | Autor(es)      | Edad          | Type locality         | Ubicación                             | Notas                                                               | Imágenes |
| ------------------------------ | ---------------- | ------------ | -------------- | ------------- | --------------------- | ------------------------------------- | ------------------------------------------------------------------- | -------- |
| Alectrosaurus olseni           | Gen. et sp. nov. | Válido taxon | Gilmore        | Santonian     | Iren Dabasu Formation | Bandera de Mongolia                   | A tyrannosauroid                                                    |          |
| Antarctosaurus septentrionalis | Sp. nov.         | Válido       | Huene & Matley | Maastrichtian | Lameta Formation      | Bandera de la India                   | A species of Antarctosaurus now Jainosaurus septentrionalis         |          |
| Austrosaurus mckillopi         | Gen. et sp. nov. | Válido       | Longman        | Albian        | Allaru Formation      | Bandera de Australia                  | A titanosauriform                                                   |          |
| Bactrosaurus johnsoni          | Gen. et sp. nov. | Válido       | Gilmore        | Santonian     | Iren Dabasu Formation | Bandera de la República Popular China | A hadrosauroid                                                      |          |
| Coeluroides largus             | Gen. et sp. nov. | Nomen dubium | Huene & Matley | Maastrichtian | Lameta Formation      | Bandera de la India                   | An abelisaur                                                        |          |
| Compsosuchus solus             | Gen. et sp. nov  | Nomen dubium | Huene & Matley | Maastrichtian | Lameta Formation      | Bandera de la India                   | A noasaurid                                                         |          |
| Dryptosauroides grandis        | Gen. et sp. nov. | Nomen dubium | Huene & Matley | Maastrichtian | Lameta Formation      | Bandera de la India                   | A noasaurid                                                         |          |
| Indosaurus matleyi             | Gen. et so. nov. | Válido       | Huene & Matley | Maastrichtian | Lameta Formation      | Bandera de la India                   | An abelisaurid                                                      |          |
| Indosuchus raptorius           | Gen. et sp. nov. | Válido taxon | Huene & Matley | Maastrichtian | Lameta Formation      | Bandera de la India                   | An abelisaurid                                                      |          |
| Jubbulpuria tenuis             | Gen. et sp. nov. | Nomen dubium | Huene & Matley | Maastrichtian | Lameta Formation      | Bandera de la India                   | A noasaurid                                                         |          |
| Laevisuchus indicus            | Gen. et sp. nov  | Válido       | Huene & Matley | Maastrichtian | Lameta Formation      | Bandera de la India                   | A noasaurid                                                         |          |
| Mandschurosaurus mongoliensis  | Sp. nov.         | Válido       | Gilmore        | Santonian     | Iren Dabasu Formation | Bandera de la República Popular China | A species of Mandschurosaurus now named Gilmoreosaurus mongoliensis |          |
| Mongolosaurus haplodon         | Gen. et sp. nov. | Válido       | Gilmore        | Aptian-Albian | On Gong Formation     | Bandera de la República Popular China | A titanosaur                                                        |          |
| Ornithomimoides mobilis        | Gen. et sp. nov. | Nomen dubium | Huene & Matley | Maastrichtian | Lameta Formation      | Bandera de la India                   | A noasaurid                                                         |          |
| Ornithomimoides barasimlensis  | Sp. nov.         | Nomen dubium | Huene & Matley | Maastrichtian | Lameta Formation      | Bandera de la India                   | A species of Ornithomimoides                                        |          |
| Ornithomimus asiaticus         | Sp. nov.         | Válido       | Gilmore        | Santonian     | Iren Dabasu Formation | Bandera de la República Popular China | A species of Ornithomimus now named Archaeornithomimus asiaticus    |          |
| Pinacosaurus grangeri          | Gen. et sp. nov. | Válido       | Gilmore        | Campanian     | Djadochta Formation   | Bandera de Mongolia                   | An ankylosaurid                                                     |          |

## Sinápsidos

### No mamíferos
| Nombre     | Estado | Autores | Año del descubrimiento | Edad | Unidad | Ubicación | Notas | Imágenes |
| ---------- | ------ | ------- | ---------------------- | ---- | ------ | --------- | ----- | -------- |
| Mucroterio | Válido |         |                        |      |        |           |       |          |
| Uniserio   | Válido |         |                        |      |        |           |       |          |